# Ontherus brevipennis
Ontherus brevipennis là một loài bọ cánh cứng trong họ Bọ hung (Scarabaeidae).